# Fulda (distrito)
Fulda é um distrito da Alemanha, na região administrativa de Kassel, estado de Hesse.

## Cidades e Municípios

Cidades e municípios no Kreis Fulda

| Cidades                                 | Municípios | |
| --------------------------------------- | --- | --- |
| 1. Fulda 2. Gersfeld 3. Hünfeld 4. Tann | 1. Bad Salzschlirf 2. Burghaun 3. Dipperz 4. Ebersburg 5. Ehrenberg 6. Eichenzell 7. Eiterfeld 8. Flieden 9. Großenlüder 10. Hilders | 1. Hofbieber 2. Hosenfeld 3. Kalbach 4. Künzell 5. Neuhof 6. Nüsttal 7. Petersberg 8. Poppenhausen 9. Rasdorf |